# Кальчик (река)
Ка́льчик — река, протекающая по территории Донецкой области Украины.
Правый приток реки Кальмиус. Калка — маленькая речушка, приток Кальчика, протекает между сёлами Катериновка и Малоянисоль в Никольском районе Донецкой области.

## Физико-географическая характеристика
«Рѣчка Кальчикъ. Эта рѣчка, впадающая въ Кальміусъ около Маріуполя, въ нѣсколькихъ верстахъ отъ моря, образуется изъ соединенія, около с. Чердаклы, двухъ рѣчекъ того же названія, которыя для различія я буду обозначать названіями западнаго и восточнаго Кальчика».
— Горный инженер Станислав Конткевич, 1882 год.
Исток Кальчика находится в селе Кальчиновка, на границе Донецкой и Запорожской областей.
Кальчик впадает в Кальмиус в 6 километрах от его устья на территории города Мариуполь, на северной окраине комбината Азовсталь. Имеет приток Малый Кальчик. На реке находится Старокрымское водохранилище. Длина реки 88 км. Водосборная площадь Кальчика составляет 1263 км². Расход воды составляет от 3,0 до 30 м³/с.
На водоразделе между реками Берда и Кальчик расположен заповедник «Каменные могилы», филиал Украинского степного заповедника.

## Флора и фауна
В Кальчике водятся зеркальный карп, белый амур, толстолобик и другие рыбы.

## Экологическое состояние
В верхнем и среднем течении Кальчик загрязняется смываемыми из сельскохозяйственных территорий солями, в нижнем течении бытовыми сточными водами Мариуполя и заводами группы компаний «Метинвест». В воде наблюдается повышенное содержание нефтепродуктов и нелетучих фенолов.
Минерализация воды возрастает от истока к устью. Возле устья минерализация доходит до 2,5 г/л.

## Гидроним
М. Фасмер считает, что гидроним происходит от славянского корня кал — «грязь».
А. К. Шапошников считает, что гидроним «Кальчик» происходит от праславянского *kalъ — «грязь».
Также название может происходить от тюркского *Halka «воронка», от тюркского *Qalgi, *Qalag «место, поросшее тростником» либо от тюркского *kal «приток, рукав реки».

## Калка
31 мая 1223 года на реке Калка состоялась битва между объединённым русско-половецким войском и монгольским корпусом, действовавшим в рамках похода Джэбэ и Субэдэя.
В 1380 году на Калке состоялась битва между Мамаем и Тохтамышем.
В историографии есть утвердившееся мнение, что Кальчик и является Калкой и битва на Калке происходила в верховье Кальчика возле Каменных могил. Этого мнения придерживаются К. В. Кудряшов, С. А. Плетнёва. Однако существует критика этого мнения и другие предполагаемые места. Например, это мнение критикует В. Н. Шовкун.
На берегах Кальчика проводились археологические раскопки Н. Е. Брандерберга и Е. П. Трефильева, но они не принесли новых данных в определении места битвы на Калке.